# Koson'
Koson' (in ucraino Косонь? in russo Косонь?, in ungherese Mezőkaszony, in ceco Kosino o in ceco Kosinovo) è un centro abitato dell'Ucraina situato nell'oblast' della Transcarpazia. La prima menzione in documenti scritti risale al 1333, quando era nota come Kozun.
Si trova a circa 20 km a nordest di Berehove. Vi abitano 2338 persone, la maggior parte delle quali sono ungheresi.